# پلا (پلا)
پلا شهری در شهرستان پلا در استان بولکیمده در بورکینافاسوی غربی مرکزی است جمعیت آن ۵۹۶۸ نفر است.